# La Puente
La Puente város az USA Kalifornia államában, Los Angeles megyében. Lakosainak száma 38 062 fő (2020. április 1.).

## Népesség
A település népességének változása:
| Lakosok száma | 24 723 | 39 816 | 38 062 |
|               | 1960   | 2010   | 2020   |